# Ménerbes
Ménerbes est une commune française située dans le département de Vaucluse, en région Provence-Alpes-Côte d'Azur. Ses habitants sont appelés les Ménerbiens.
Bâti sur un éperon rocheux du Luberon, entre Oppède à l'ouest et Lacoste à l'est, Ménerbes bénéficie du label accordé par l'association Les plus beaux villages de France.

## Géographie

### Localisation
La commune fait partie du parc naturel régional du Luberon.

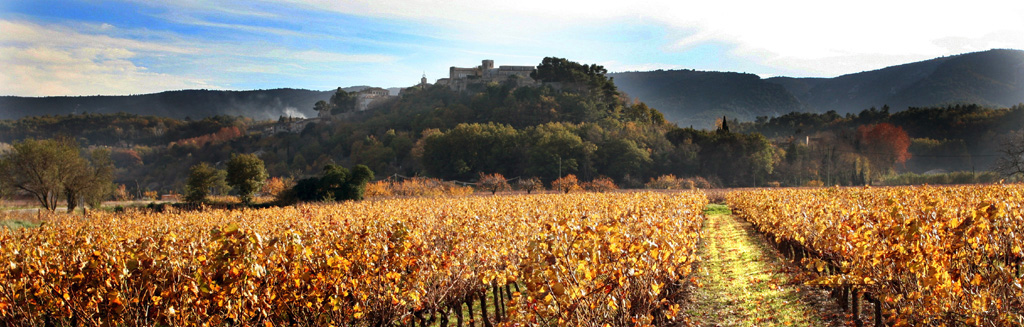
Sur son éperon rocheux, le village de Ménerbes en automne avec en fond le Luberon.

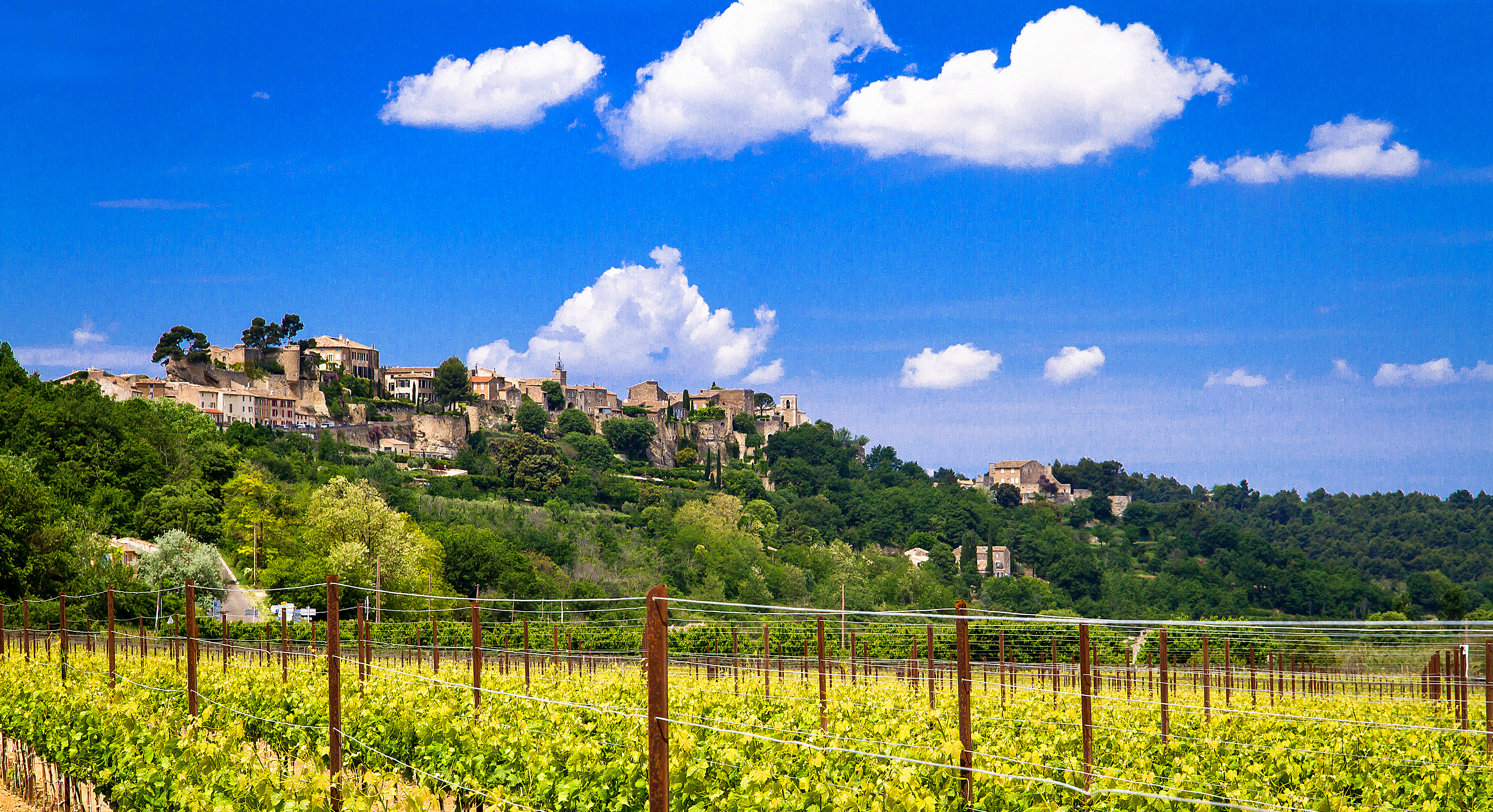
Le village de Ménerbes.

|              | Beaumettes | Goult   |
| Oppède       | Ménerbes   | Lacoste |
| Cheval-Blanc | Mérindol   | Puget   |

### Relief
La commune s'étend jusqu'au sommet du petit Luberon où se trouve la continuité de la forêt de cèdres (venant de Bonnieux, puis Lacoste) au sud et descend vers la plaine du Calavon au nord. Nombreuses collines.

### Géologie
Le petit Luberon est constitué d'une zone très large de calcaires marneux coupés par des bancs de calcaire plus durs (Néocomien) formant de grandes falaises. Sur le versant nord dont la commune de Lacoste fait partie, c'est le barrémien qui occupe la plus grande surface.

### Hydrographie

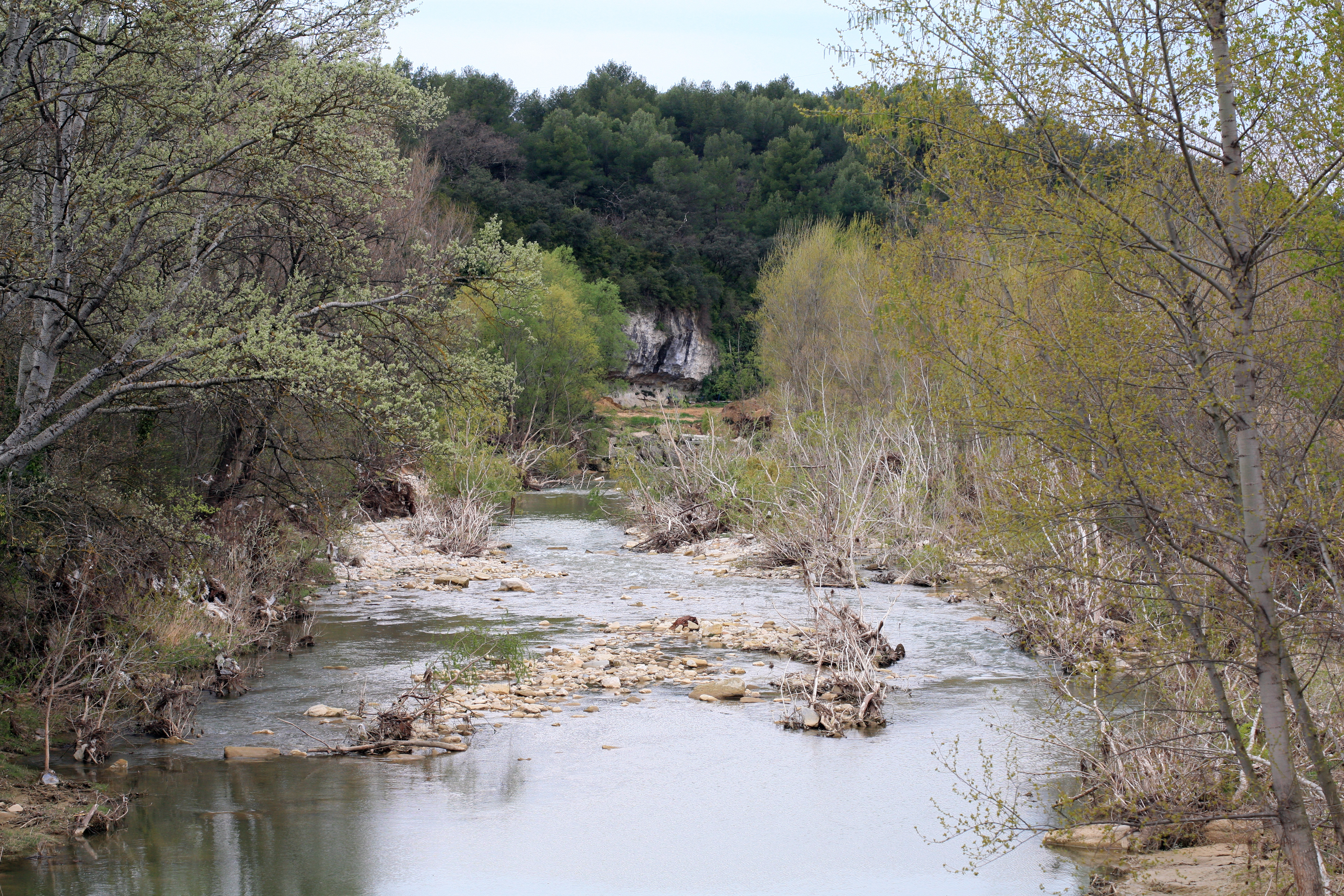
Le Calavon.

Plusieurs cours d'eau arrosent le territoire. Le principal est à la limite nord de la commune : le Calavon. Le Calavon prend sa source dans les Alpes-de-Haute-Provence, traverse les gorges d'Oppedette, traverse Apt et va se jeter dans la Durance vers Cavaillon. Son parcours total est de 66 kilomètres. Une particularité rare de cette rivière est qu'elle porte deux noms : d'abord celui de Calavon, puis celui de Coulon à partir du village des Beaumettes, au niveau, mais de l'autre côté de la commune de Ménerbes, en limite nord. Le changement de nom se fait à l'ancienne limite entre les tribus gauloises des Albiques (Apt) et des Cavares (Cavaillon). On peut aussi noter le Réal.

### Climat
Pour des articles plus généraux, voir Climat de Provence-Alpes-Côte d'Azur et Climat de Vaucluse.
En 2010, le climat de la commune est de type climat méditerranéen franc, selon une étude du Centre national de la recherche scientifique s'appuyant sur une série de données couvrant la période 1971-2000. En 2020, Météo-France publie une typologie des climats de la France métropolitaine dans laquelle la commune est exposée à un climat méditerranéen et est dans la région climatique  Provence, Languedoc-Roussillon, caractérisée par une pluviométrie faible en été, un très bon ensoleillement (2 600 h/an), un été chaud (21,5 °C), un air très sec en été, sec en toutes saisons, des vents forts (fréquence de 40 à 50 % de vents > 5 m/s) et peu de brouillards. 
Pour la période 1971-2000, la température annuelle moyenne est de 13,6 °C, avec une amplitude thermique annuelle de 17,3 °C. Le cumul annuel moyen de précipitations est de 709 mm, avec 6,2 jours de précipitations en janvier et 2,6 jours en juillet. Pour la période 1991-2020, la température moyenne annuelle observée sur la station météorologique de Météo-France la plus proche, « Cabrières-d'Avignon », sur la commune de Cabrières-d'Avignon à 8 km à vol d'oiseau, est de 14,0 °C et le cumul annuel moyen de précipitations est de 696,9 mm. 
La température maximale relevée sur cette station est de 43,2 °C, atteinte le 28 juin 2019 ; la température minimale est de −15,2 °C, atteinte le 7 janvier 1985,,. 
Les paramètres climatiques de la commune ont été estimés pour le milieu du siècle (2041-2070) selon différents scénarios d'émission de gaz à effet de serre à partir des nouvelles projections climatiques de référence DRIAS-2020. Ils sont consultables sur un site dédié publié par Météo-France en novembre 2022.

## Urbanisme

### Typologie
Au 1er janvier 2024, Ménerbes est catégorisée commune rurale à habitat dispersé, selon la nouvelle grille communale de densité à sept niveaux définie par l'Insee en 2022.
Elle appartient à l'unité urbaine d'Avignon, une agglomération inter-régionale regroupant 59  communes, dont elle est une commune de la banlieue,,. La commune est en outre hors attraction des villes,.

### Occupation des sols
L'occupation des sols de la commune, telle qu'elle ressort de la base de données européenne d’occupation biophysique des sols Corine Land Cover (CLC), est marquée par l'importance des forêts et milieux semi-naturels (60,7 % en 2018), une proportion sensiblement équivalente à celle de 1990 (60,6 %). La répartition détaillée en 2018 est la suivante : 
forêts (52,7 %), cultures permanentes (20,7 %), zones agricoles hétérogènes (15,6 %), milieux à végétation arbustive et/ou herbacée (8 %), prairies (2,5 %), zones urbanisées (0,5 %). L'évolution de l’occupation des sols de la commune et de ses infrastructures peut être observée sur les différentes représentations cartographiques du territoire : la carte de Cassini (XVIIIe siècle), la carte d'état-major (1820-1866) et les cartes ou photos aériennes de l'IGN pour la période actuelle (1950 à aujourd'hui).

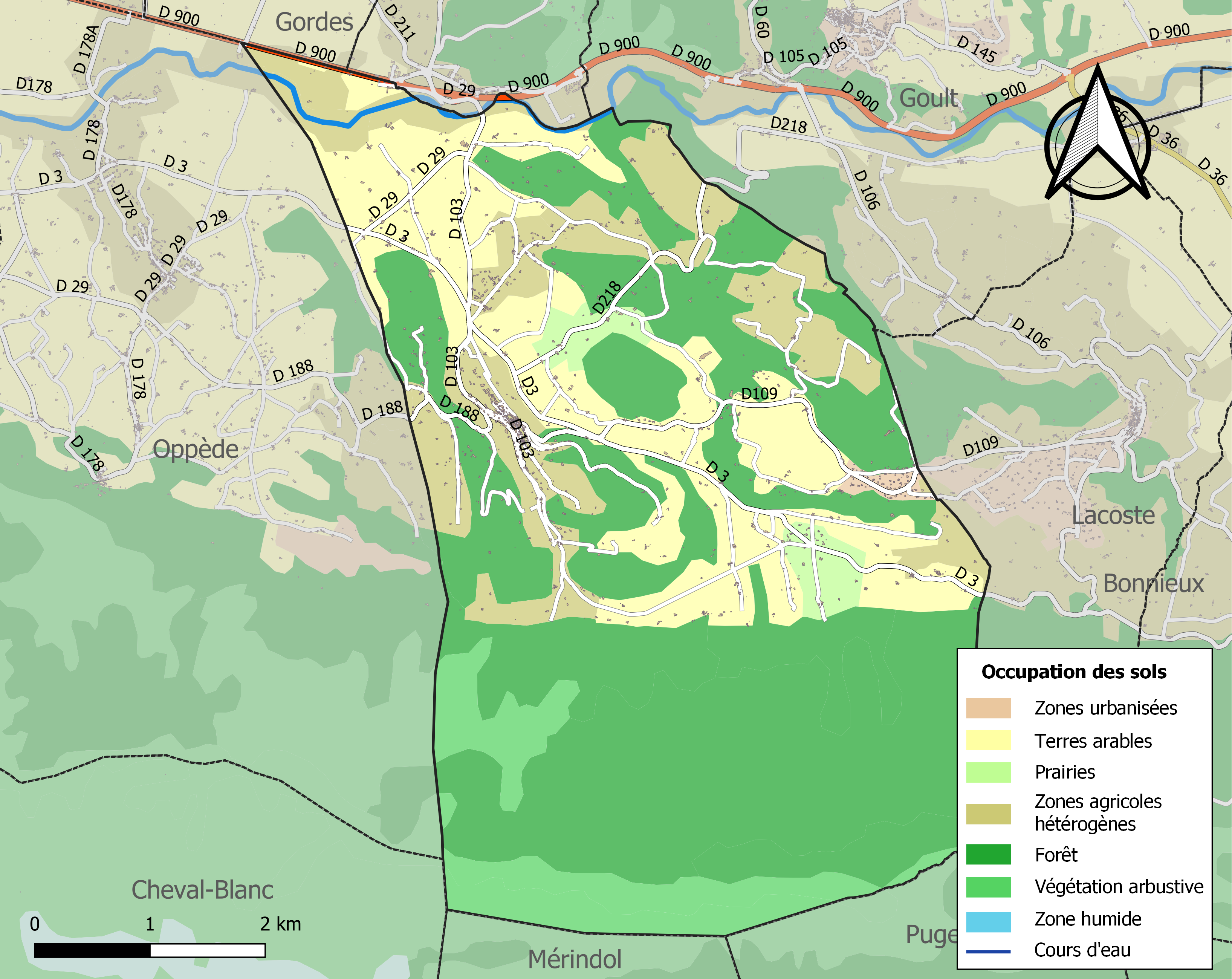
Carte des infrastructures et de l'occupation des sols de la commune en 2018 (CLC).

### Voies de communication et transports
Au nord passe la route nationale 100, véritable colonne vertébrale du réseau routier de la vallée du Calavon au nord du petit Luberon.
La route départementale 3 traverse la commune sur un axe est-ouest. Les routes départementales 103 et 109 partent en direction de Lacoste et Bonnieux à l'est et la route départementale 188 escalade une colline pour rejoindre Oppède à l'ouest. La D 103 bifurque au pied du village pour rejoindre la nationale 100 au nord. Enfin, la route départementale 29 au nord-ouest fait la jonction entre la D 3 et la D 103.
La D 103A permet de rejoindre le village perché depuis la D 103 qui passe en contrebas.

### Risques majeurs

#### Sismicité
Les cantons de Bonnieux, Apt, Cadenet, Cavaillon, et Pertuis sont classés en zone Ib (risque faible). Les autres cantons du département de Vaucluse sont classés en zone Ia (risque très faible). Ce zonage correspond à une sismicité ne se traduisant qu'exceptionnellement par la destruction de bâtiments.

## Toponymie
En 1081, les textes font référence au village sous le nom de Menerba, et par la suite de Minerbium.
Le nom de Ménerbes est issu de celui de la déesse romaine Minerva, pris absolument. L'ajout d'un s est tardif et d'origine savante.
En provençal, le village se nomme Menèrba selon la norme classique et Menerbo selon la norme mistralienne.
Homonymie avec Minerve (Hérault), qui est un ancien Menerba également et attesté sous la forme Menerba en 873.

## Histoire

### Traces de la préhistoire

#### Abri Soubeyras
Les premiers indices importants d'occupation humaine sur le territoire de Ménerbes ont été mis au jour dans l'abri Soubeyras, situé en rive gauche du Calavon à proximité du village des Beaumettes. Les fouilles conduites par M. Paccard dans les années 1950 ont permis de découvrir des niveaux attribués au Paléolithique supérieur (Magdalénien supérieur), au Néolithique et au Chalcolithique,. Les travaux ultérieurs de J.É. Brochier ont permis de préciser l'attribution des niveaux paléolithiques et de reconnaître la présence de Tardigravettien, de Magdalénien et d'Azilien,. Outre l'industrie lithique, le site a livré des sagaies en os, des baguettes semi-rondes et de nombreux vestiges fauniques (cerf, chevreuil, bouquetin, cheval, sanglier, marmotte).

#### Dolmen dela Pichouno

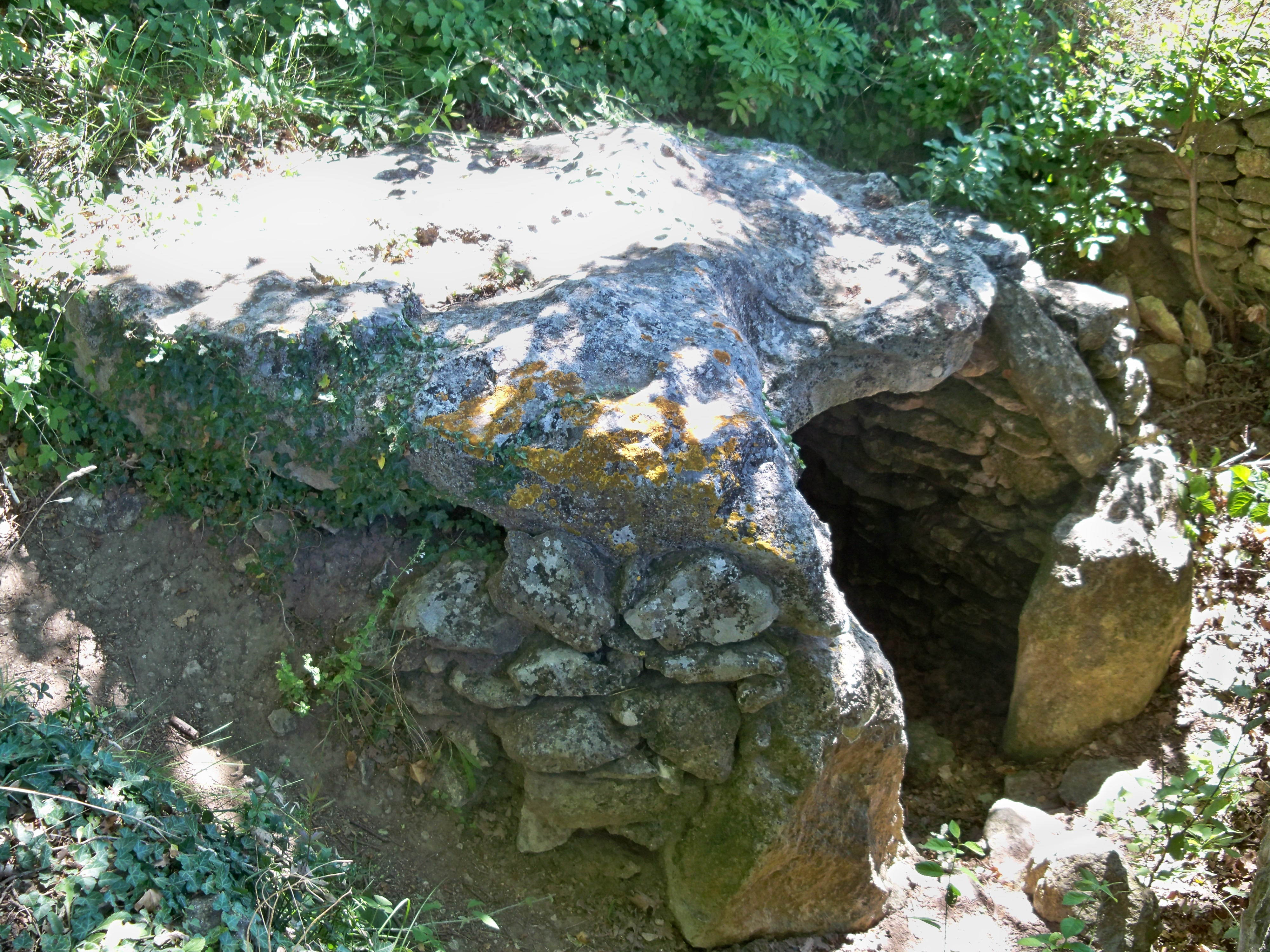
Dolmen de la Pitchoune.

Le dolmen de la Pichouno (« la petite fille ») est l'un des deux seuls monuments mégalithiques de ce type en Vaucluse avec le dolmen de l'Ubac, situé sur la commune voisine de Goult. Il fut découvert en 1850 par un agriculteur qui le vida afin d'y entreposer des pommes de terre. Il fut identifié ensuite par l'abbé André, curé du village, qui l'étudia et le signala à la Société archéologique de France. Il aurait également découvert un deuxième dolmen à proximité du premier. Les monuments tombèrent dans l'oubli jusqu'à ce que l'un d'eux soit redécouvert en 1909 par André Moirenc, agent voyer à Bonnieux et archéologue amateur. Ce dernier effectua des fouilles et mit au jour quelques ossements et des silex,,.
Gérard Sauzade y fit de nouvelles fouilles en 1972. Si la chambre funéraire avait quasiment été vidée de tout matériel archéologique, le tamisage des anciens déblais permit de recueillir de nombreux ossements, des dents, une armature de flèche sublosangique en silex blond, deux perles discoïdes en calcaire et des fragments de poterie. Le monument lui-même est relativement bien conservé. Un couloir court permis d'accéder à une chambre funéraire dont les murs sont constitués de murs en pierre sèche montés en encorbellement. Le sol est formé d'un dallage irrégulier. La masse de la dalle de couverture est estimée à six tonnes,. En l'absence de datation absolue, le type de monument et le mobilier associé semblent correspondre au Néolithique final (Chalcolithique).

### Antiquité
La commune a livré de nombreux vestiges traduisant une occupation gallo-romaine, en particulier aux quartiers des Alafoux (Ier siècle av. J.-C. /Ier siècle apr. J.-C.), des Bas-Heyrauds (atelier et four de potier, fin du Ier siècle av. J.-C.), des Grandes Terres (fin du IIe  ou  IIIe siècle apr. J.-C.), au quartier Guimberts (autel à Sylvain, fin du IIe  ou  IIIe siècle apr. J.-C.), au quartier Saint-Alban (épitaphe et plaque de ceinturon de boucher, 70 à 100 apr. J.-C.). Différents vestiges découverts au pied du village pourraient également traduire la présence de villae romaines.

#### Mutatio ad Fines
L'emplacement de la mutatio ad Fines, signalée par plusieurs sources antiques sur la voie Domitienne à la limite entre les territoires des Cavares de Cavaillon et des Albici du pays d'Apt, reste encore discuté. Pour certains auteurs, il se trouverait au lieu-dit Maricamp, sur la commune de Goult. Pour d'autres dont L. Pellecuer, il se trouverait au pied nord-ouest des Artèmes, sur le site des Bas-Heyrauds et donc sur la commune de Ménerbes,.

#### Castor d'Apt
L'Antiquité tardive est également marquée par l'histoire de Castor d'Apt dit saint Castor. Originaire de Nîmes, il fonda un monastère en un lieu nommé Manancha (souvent traduit Mananque) dont l'emplacement demeure mystérieux, mais qui pourrait se trouver sur le territoire de Ménerbes. L'eau d'un ruisseau de Ménerbes serait devenue ferrugineuse après que sa mule y a perdu l'un de ses fers. La source dont est issu le ruisseau en question se nomme encore la rouillouso ou « font rouilleuse ».

### Moyen Âge
Deux portes d'entrée, Saint-Sauveur et Notre-Dame, une imposante citadelle construite à partir du XIIe siècle et de nombreux souterrains témoignent de l'activité du bourg au Moyen Âge.
À la moitié de XIIIe siècle, les Carmes, ermites venant du mont Carmel en Palestine, construisent un couvent.
En 1274, Ménerbes est intégré au Comtat Venaissin.

### XVIesiècle

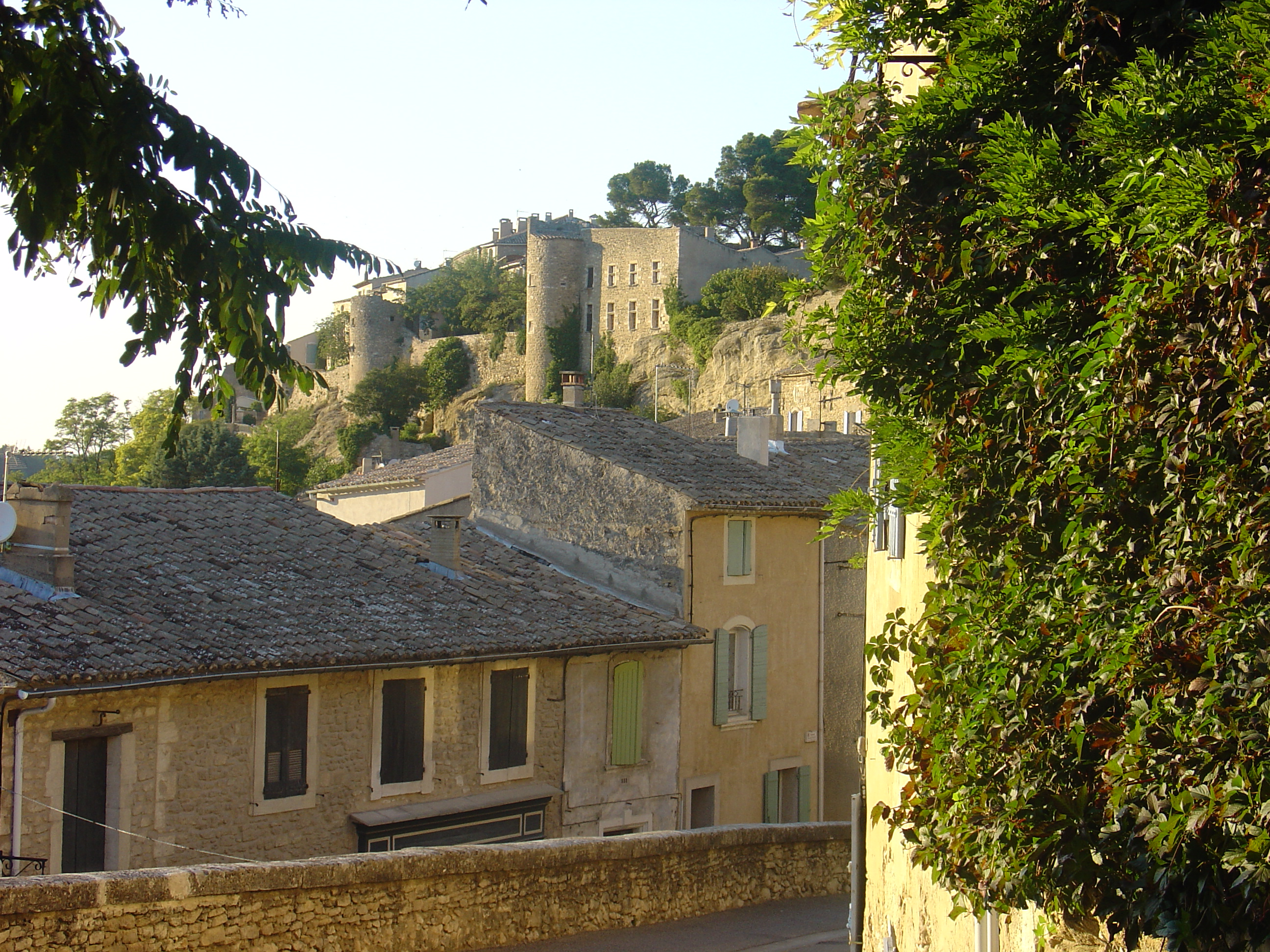
Château dominant Ménerbes.

Durant les guerres de religion, Ménerbes s'illustre comme haut lieu du protestantisme assiégé par les forces catholiques royales. En 1573, les Huguenots prennent la ville à la suite de la trahison d'un prêtre et l'occupent jusqu'à la fin 1578 tout en soutenant le siège des troupes catholiques du pape et du roi de France.

### Période moderne
Ménerbes a été chef-lieu de canton après la Révolution (de 1790 au 8 pluviôse an IX / 28 janvier 1801).

### Période contemporaine
La commune possède deux musées, celui du tire-bouchon et celui de la truffe et du vin.

## Politique et administration

### Liste des maires
| Période                                  | Période         | Identité              | Étiquette      | Qualité                           |
| ---------------------------------------- | --------------- | --------------------- | -------------- | --------------------------------- |
| 1883                                     | 1892            | Édouard Guendon       |                |                                   |
| 1902                                     | 1908            | Camille Carbonnel     |                |                                   |
| 1908                                     | 1915            | Louis Hilarion Ginoux |                |                                   |
| 1915                                     | 17 mai 1925     | Véran Laugier         |                |                                   |
| 17 mai 1925                              | 19 mai 1929     | Louis Ravoire         |                |                                   |
| 19 mai 1929                              | 19 mai 1935     | Edmond Saunier        |                |                                   |
| 19 mai 1935                              |                 | Félix Rambaud         |                |                                   |
| 20 mai 1945                              | 26 octobre 1947 | Gilbert Grégoire      |                |                                   |
| 26 octobre 1947                          | 27 mai 1977     | René Conil            |                | Conseiller général de 1949 à 1974 |
| 27 mai 1977                              | 9 décembre 1994 | Jean Bonansera        | sans étiquette | Agriculteur                       |
| 9 décembre 1994                          | 18 juin 1995    | Alexis Deflaux        | sans étiquette |                                   |
| 18 juin 1995                             | 2014            | Yves Rousset-Rouard   | UMP            | Député de Vaucluse de 1993 à 1997 |
| 2014                                     | En cours        | Christian Ruffinatto  |                |                                   |
| Les données manquantes sont à compléter. |                 |                       |                |                                   |

### Fiscalité locale
| Taxe                                                | Part communale | Part intercommunale | Part départementale | Part régionale |
| --------------------------------------------------- | -------------- | ------------------- | ------------------- | -------------- |
| Taxe d'habitation (TH)                              | 10,62 %        | 0,00 %              | 7,55 %              | 0,00 %         |
| Taxe foncière sur les propriétés bâties (TFPB)      | 11,78 %        | 0,00 %              | 10,20 %             | 2,36 %         |
| Taxe foncière sur les propriétés non bâties (TFPNB) | 28,00 %        | 0,00 %              | 28,96 %             | 8,85 %         |
| Taxe professionnelle (TP)                           | 00,00 %        | 18,00 %             | 13,00 %             | 3,84 %         |

La part régionale de la taxe d'habitation n'est pas applicable.
Les taux d'imposition (part communale) pour la TH, la TFPB et TFPNB n'ont pas varié depuis 1998. Le seul taux ayant changé pendant cette période est la taxe d'enlèvement des ordures ménagères qui est passée progressivement de 6,80 % à 9,36 %[réf. souhaitée].
La taxe professionnelle est remplacée en 2010 par la cotisation foncière des entreprises (CFE) portant sur la valeur locative des biens immobiliers et par la contribution sur la valeur ajoutée des entreprises (CVAE) (les deux formant la contribution économique territoriale (CET) qui est un impôt local instauré par la loi de finances pour 2010).

## Population et société

### Démographie
L'évolution du nombre d'habitants est connue à travers les recensements de la population effectués dans la commune depuis 1793. Pour les communes de moins de 10 000 habitants, une enquête de recensement portant sur toute la population est réalisée tous les cinq ans, les populations de référence des années intermédiaires étant quant à elles estimées par interpolation ou extrapolation. Pour la commune, le premier recensement exhaustif entrant dans le cadre du nouveau dispositif a été réalisé en 2006.

En 2022, la commune comptait 967 habitants, en évolution de −2,42 % par rapport à 2016 (Vaucluse : +1,73 %, France hors Mayotte : +2,11 %).
| 1793  | 1800  | 1806  | 1821  | 1831  | 1836  | 1841  | 1846  | 1851  |
| ----- | ----- | ----- | ----- | ----- | ----- | ----- | ----- | ----- |
| 1 535 | 1 478 | 1 678 | 1 706 | 1 750 | 1 680 | 1 708 | 1 750 | 1 812 |

| 1856  | 1861  | 1866  | 1872  | 1876  | 1881  | 1886  | 1891  | 1896  |
| ----- | ----- | ----- | ----- | ----- | ----- | ----- | ----- | ----- |
| 1 693 | 1 652 | 1 607 | 1 449 | 1 403 | 1 418 | 1 430 | 1 405 | 1 403 |

| 1901  | 1906  | 1911  | 1921 | 1926 | 1931 | 1936 | 1946 | 1954 |
| ----- | ----- | ----- | ---- | ---- | ---- | ---- | ---- | ---- |
| 1 326 | 1 176 | 1 133 | 902  | 901  | 833  | 845  | 775  | 833  |

| 1962 | 1968 | 1975 | 1982  | 1990  | 1999 | 2006  | 2011  | 2016 |
| ---- | ---- | ---- | ----- | ----- | ---- | ----- | ----- | ---- |
| 924  | 891  | 899  | 1 027 | 1 118 | 995  | 1 157 | 1 079 | 991  |

| 2021 | 2022 | - | - | - | - | - | - | - |
| ---- | ---- | - | - | - | - | - | - | - |
| 979  | 967  | - | - | - | - | - | - | - |

### Enseignement
L'école élémentaire porte le nom du poète ménerbien Clovis Hugues.

### Sports
Le village compte un boulodrome, deux stades (dont un de football), ainsi que de nombreux chemins de randonnées. Il existe quelques clubs sportifs.
La commune est traversée par une piste cyclable fléchée sur le réseau routier secondaire et reliant Cavaillon à Apt puis Forcalquier, ce qui représente plus de 100 km de pistes.

### Cultes
Un culte chrétien catholique est célébré dans l'église du village.

### Vie locale
Le bourg possède un office notarial.

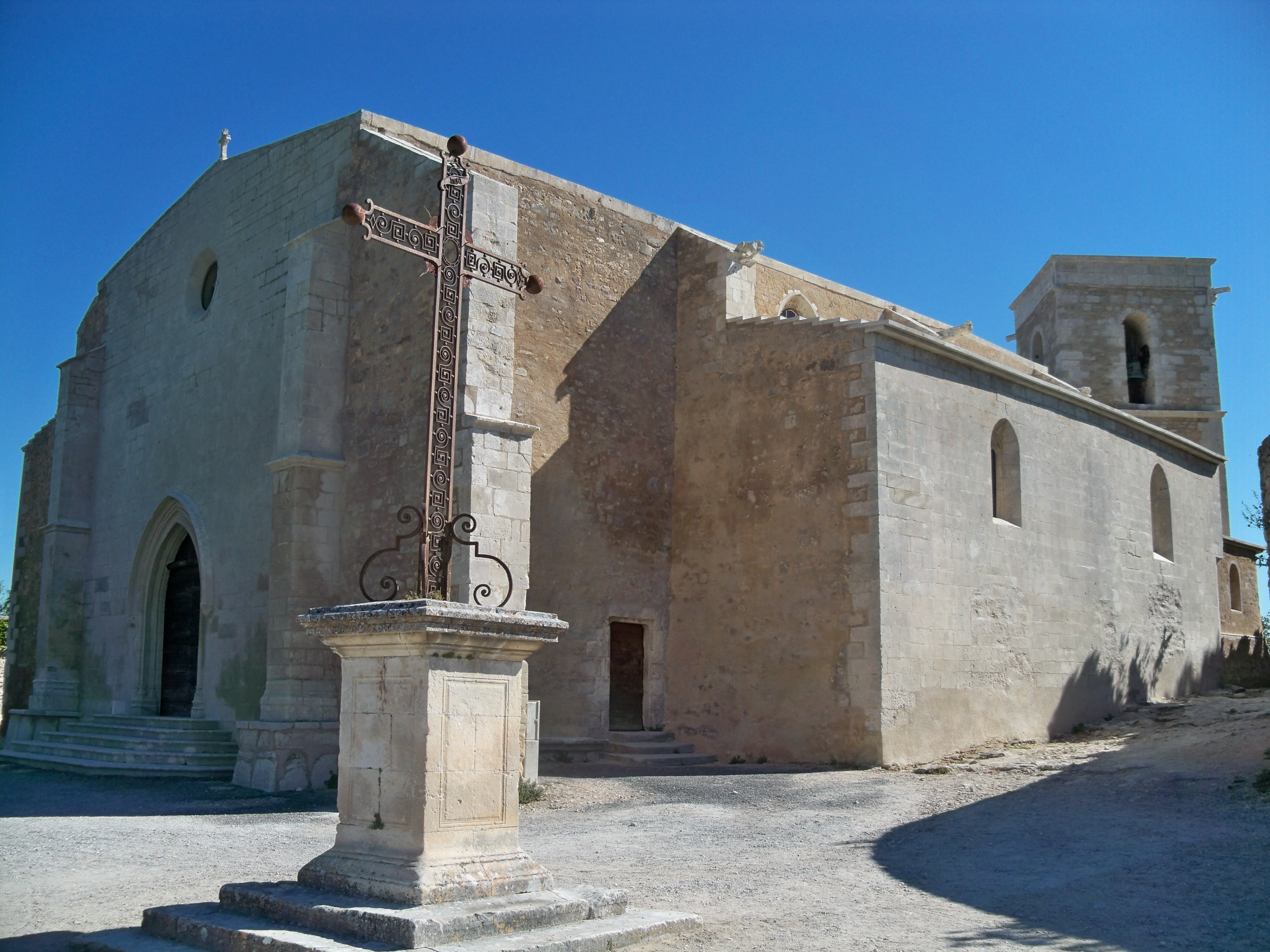
Saint-Luc de Ménerbes.
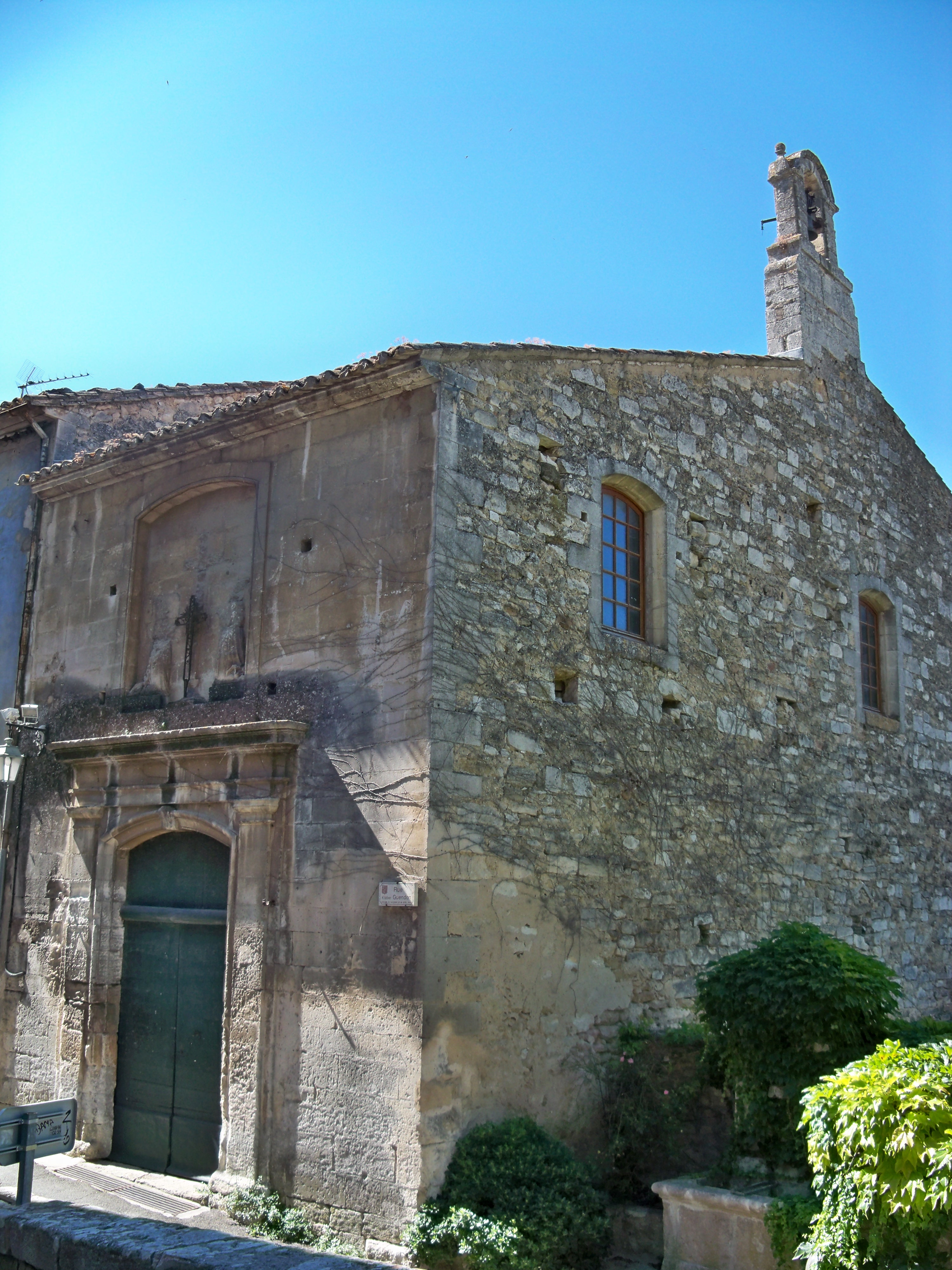
Chapelle Saint-Blaise.

## Économie
L'exploitation de carrières de pierres de taille, dont la pierre blanche calcaire dite « pierre de Ménerbes », a longtemps assuré des revenus substantiels à la commune. L'économie locale tourne de nos jours autour de l'agriculture, du tourisme et des métiers de l'immobilier (maçons, paysagiste et autres artisans, agents immobiliers, etc.).

### L'agriculture

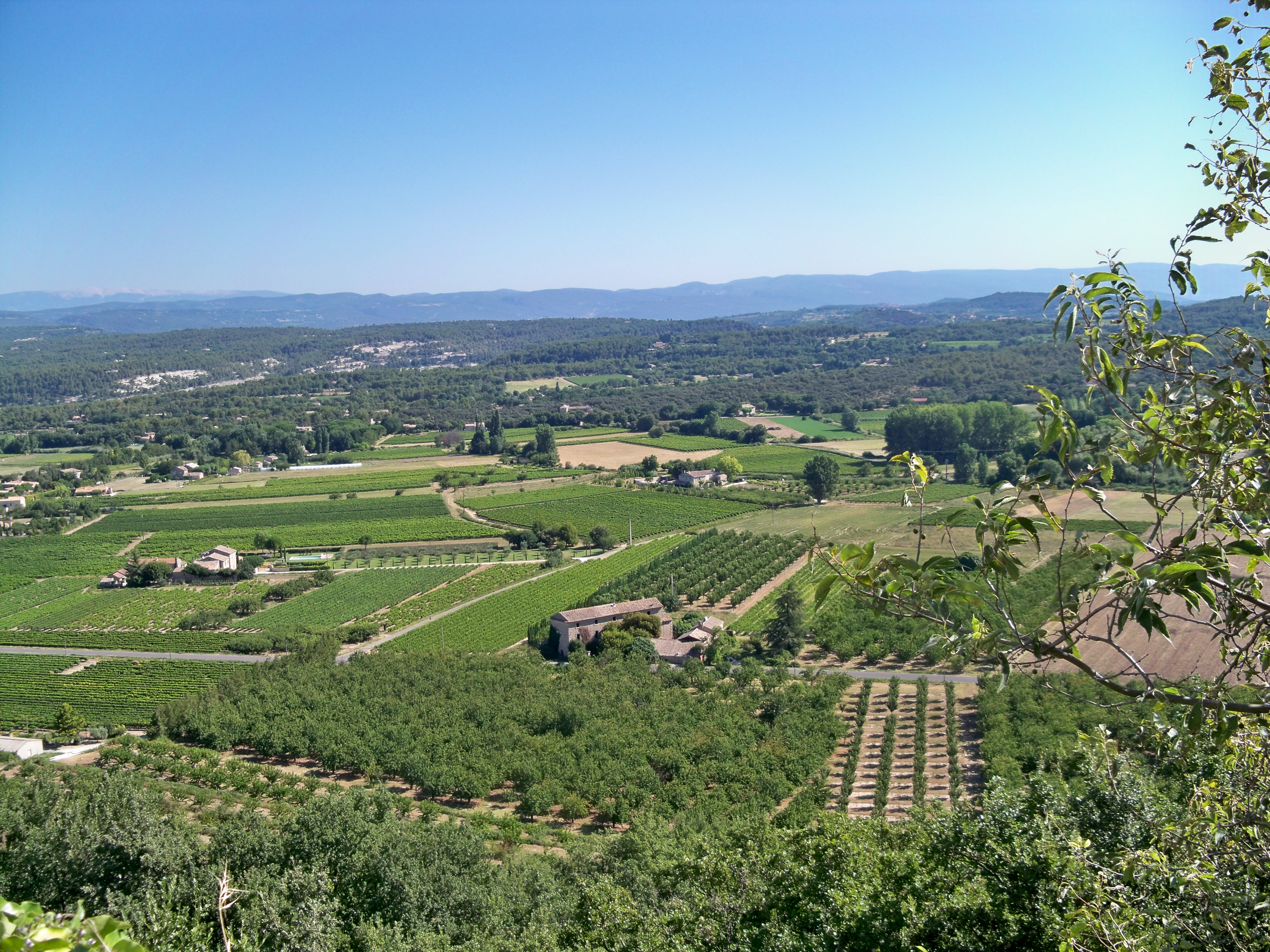
Plaine au pied du village de Ménerbes.

L'agriculture est représentée par des cultures fruitières (cerises, melons) et maraîchères, des vignes avec production de raisin de table, dans une moindre mesure des oliviers. La mise à profit d'anciennes carrières souterraines permet la production d'agarics en champignonnières.
La commune produit des vins AOC côtes-du-luberon. Les vins qui ne sont pas en appellation d'origine contrôlée peuvent revendiquer, après agrément, le label vin de pays d'Aigues.
La culture de la vigne entraîne le développement d'un tourisme du vin.

### Le tourisme
Le tourisme est important ; il est lié au charme de la commune, qui bénéficie du label accordé par l'association Les plus beaux villages de France et à l'attrait du « triangle d'or du Luberon » et de ses massifs.
Récemment, une Maison de la truffe et du vin du Luberon a été créée au cœur du village. Il s'agit d'un bel exemple de tourisme durable et équitable destiné à la promotion des vins du parc naturel régional du Luberon (60 vignerons, 180 cuvées) et de la truffe, le Vaucluse étant le premier département producteur de truffes de l'espèce Tuber melanosporum.
Les touristes pour se loger sur les environs ont le choix entre hôtels, locations saisonnières, gîtes ruraux, chambres d'hôtes, campings, camping à la ferme, etc.

## Culture locale et patrimoine

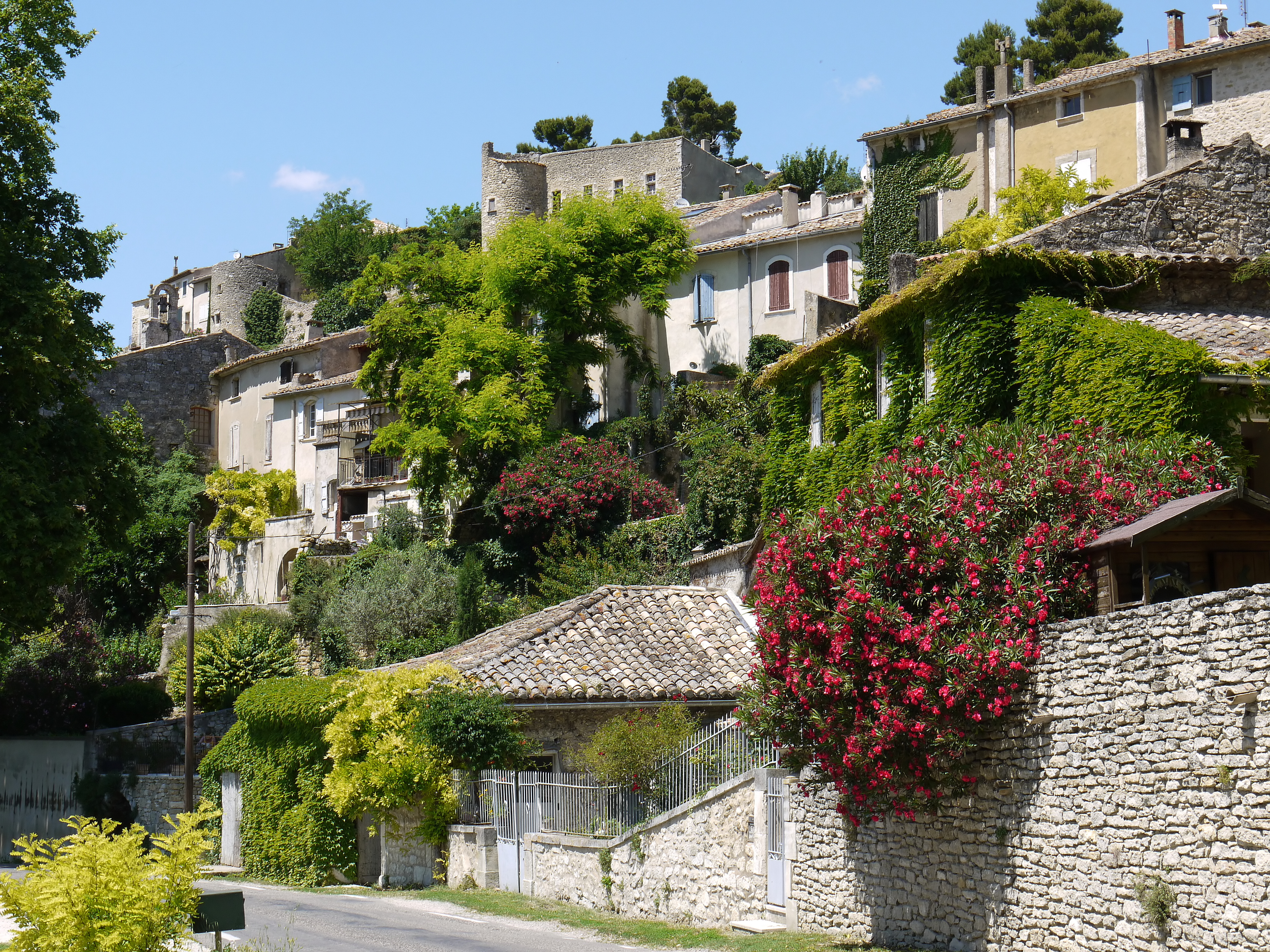
Ménerbes s'étage sur une colline.

### Lieux et monuments
La commune de Ménerbes est assez riche en monuments. 
- Dolmen de la Pichone classé au titre des monuments historiques[40].
- Le Castelet, petit château construit sur les ruines d'une ancienne forteresse.
- L'église Saint-Luc richement décorée du XIVe siècle.
- Église abbatiale du prieuré de Saint-Hilaire de Ménerbes.
- Le beffroi et son campanile.
- La chapelle Saint-Blaise du XVIIIe siècle avec son plafond en bois décoré et sculpté[41],[42].

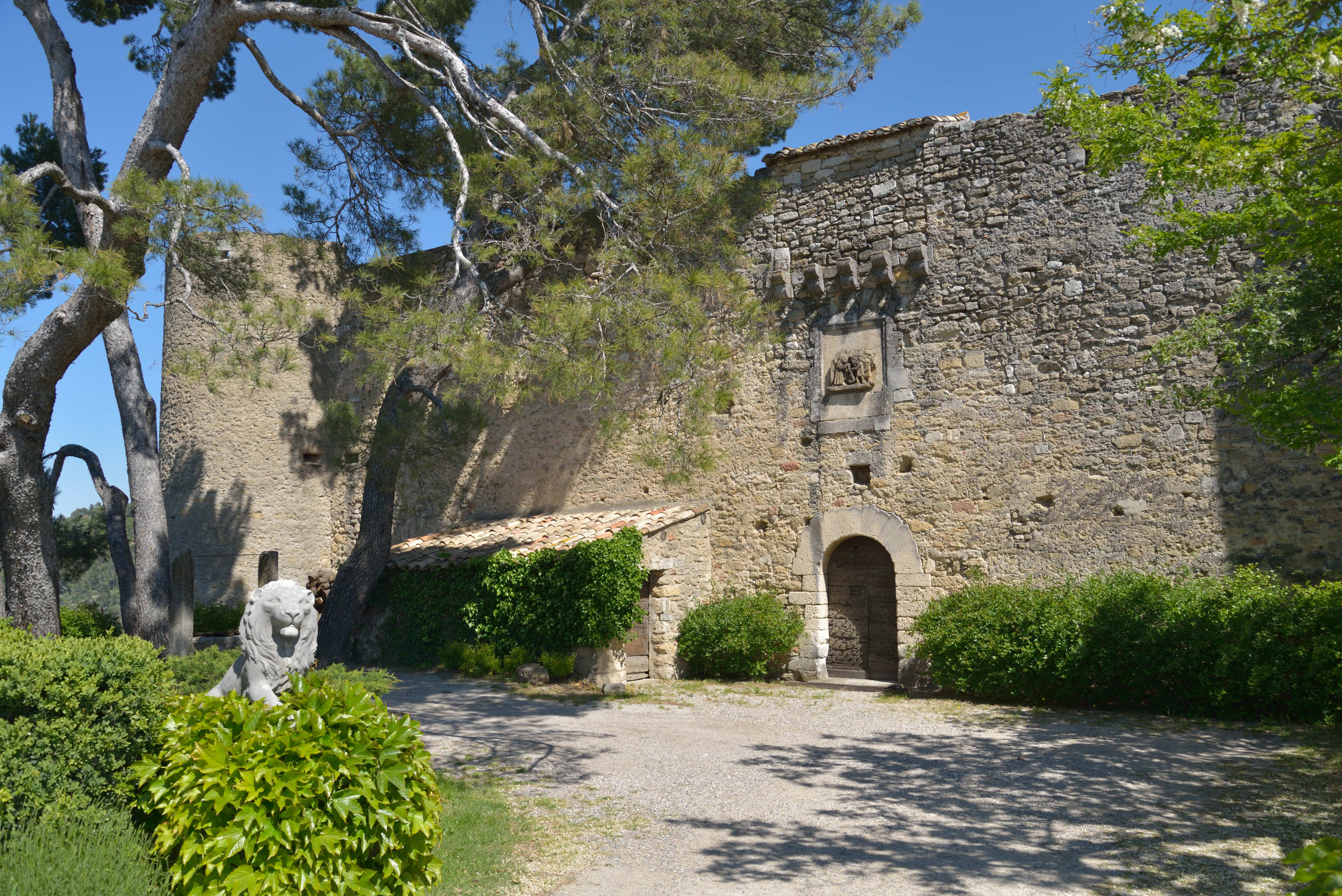
Le château.

- De belles demeures datant du Moyen Âge et de la Renaissance.
- La citadelle, du XIIIe siècle (mais reconstruite au XVIe siècle puis au XIXe siècle), joua un rôle important lors des guerres de Religion : si les calvinistes s'en emparèrent en 1753, ce fut par la ruse ; pour les en déloger cinq ans plus tard, il fallut verser une rançon.
- Au pied du village, on trouve le Musée du tire-bouchon avec plus de 1 000 pièces.
- Au pied de la route vers Bonnieux, le dolmen de la Pichouno, identifié en 1850 par l'abbé André, objet d'un classement au titre des monuments historiques depuis le 22 janvier 1910.
- Entre Ménerbes et Lacoste, à flanc de colline et face au Luberon, l'abbaye Saint-Hilaire, classée monument historique, premier bâtiment conventuel carme (XIIIe siècle) du Comtat Venaissin.

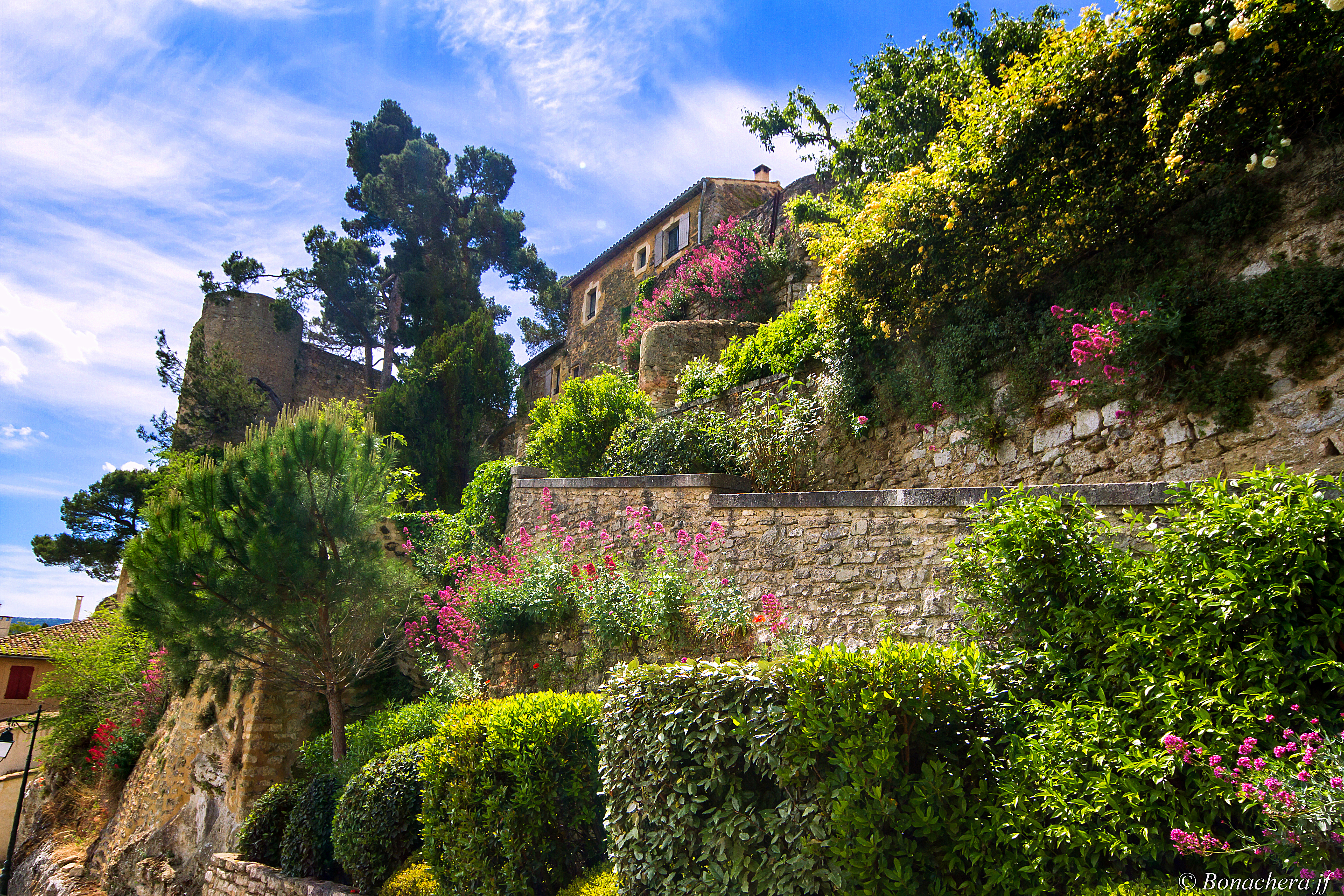
Dans les rues de Ménerbes.

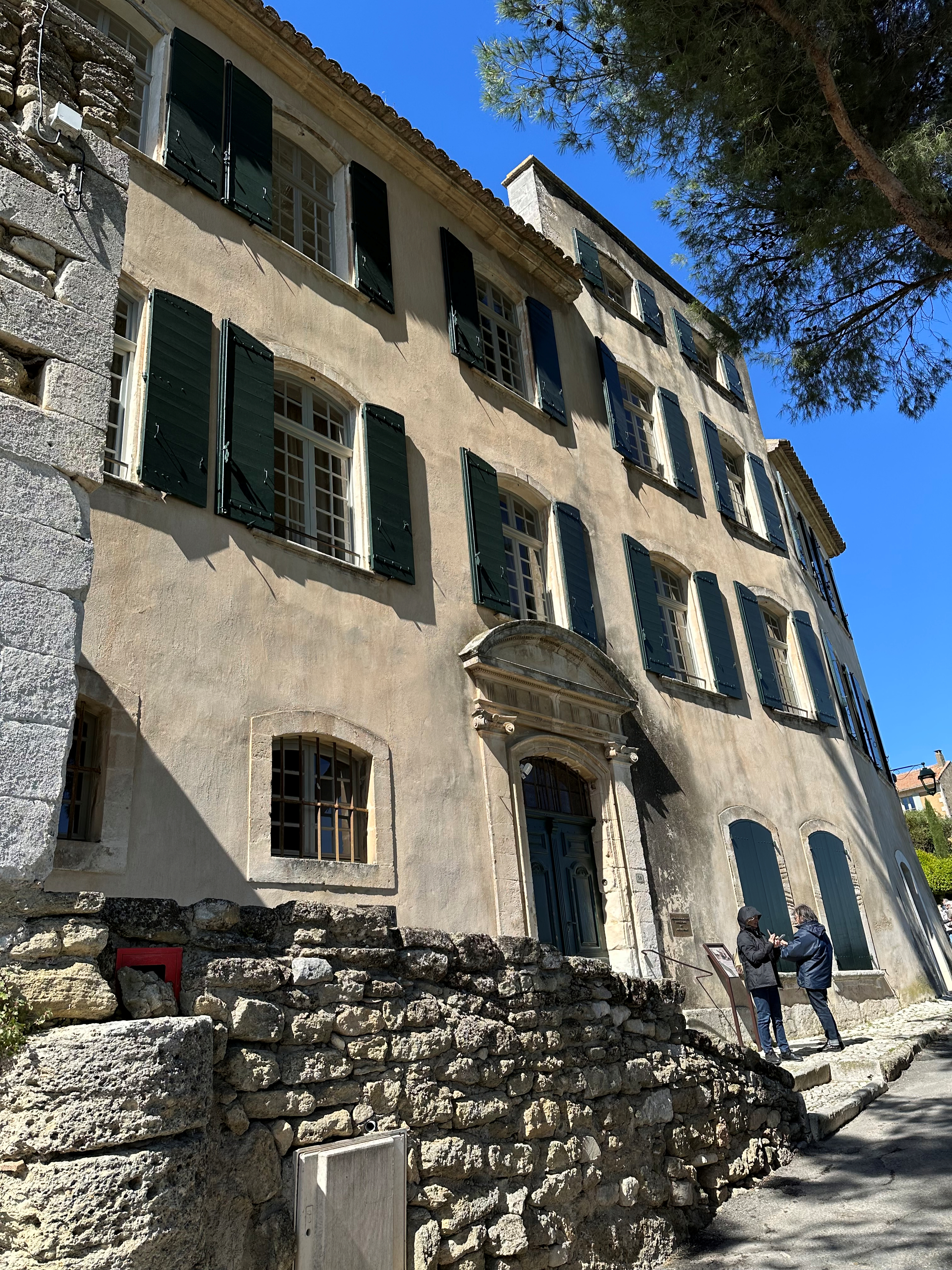
L'ancienne villa de Dora Maar à Ménerbes.

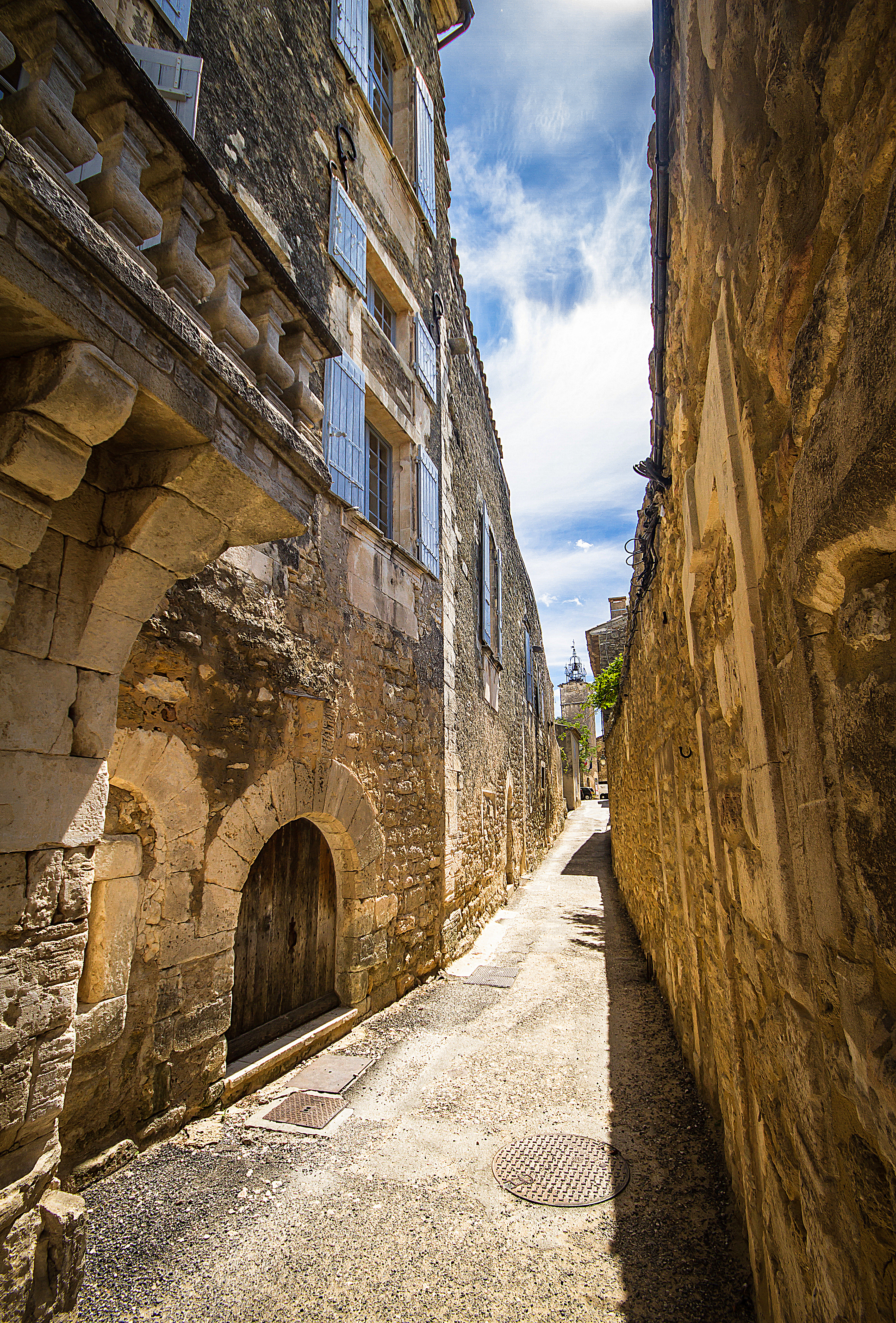
Dans les rues de Ménerbes.

- Dix oratoires.
- Le moulin Saint-Augustin.

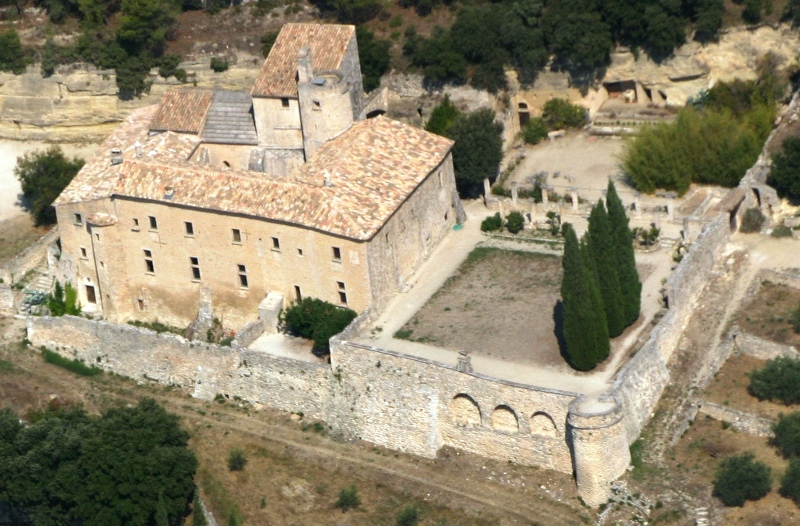
Le prieuré Saint-Hilaire.
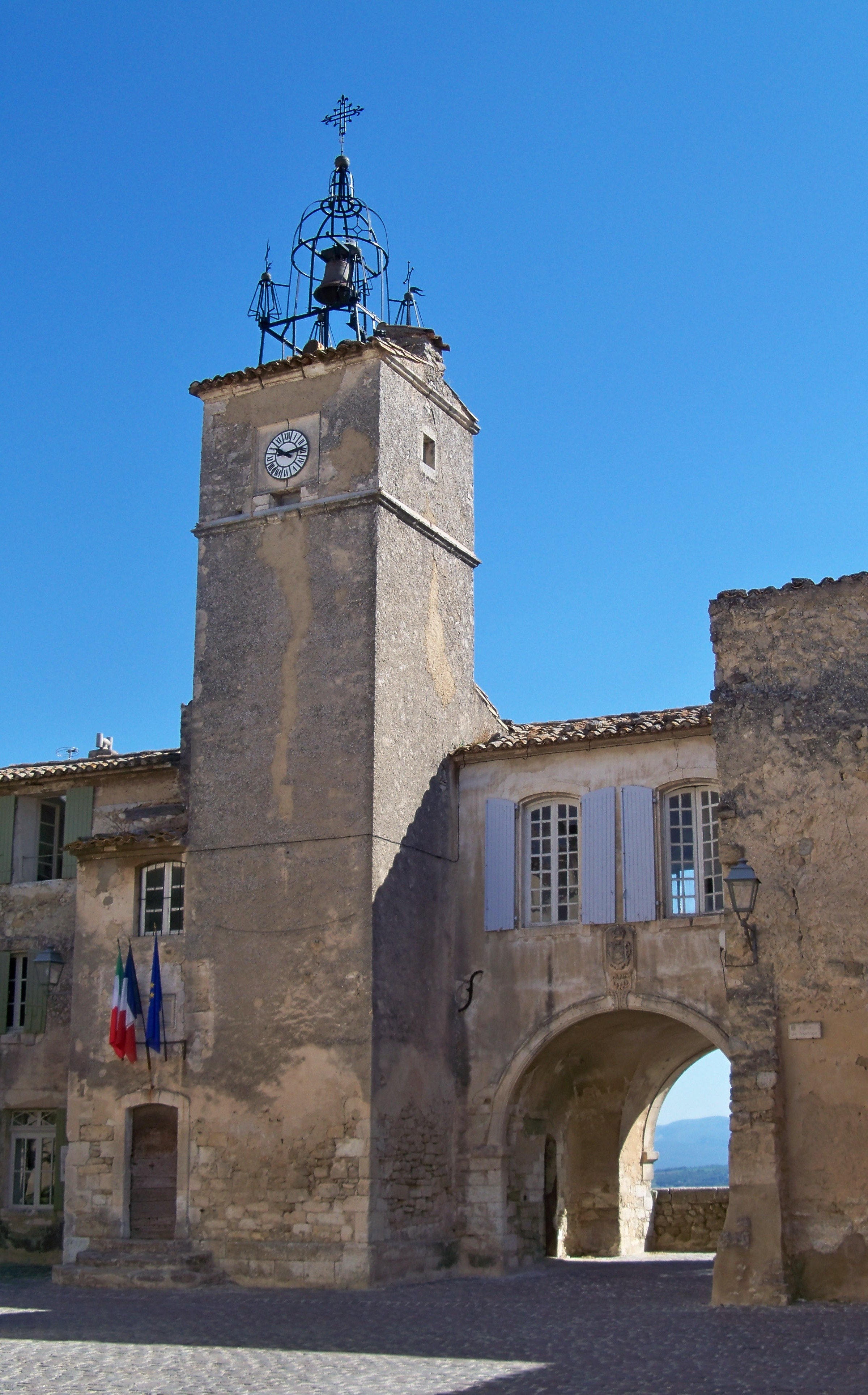
Le beffroi de Ménerbes.
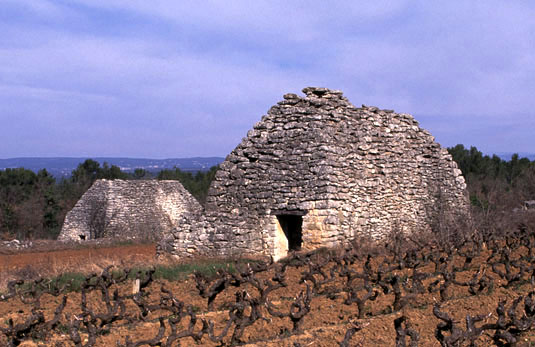
Deux grandes cabanes en pierre sèche à Ménerbes.

### Personnalités liées à la commune
- Eustache Marron, un des chefs de la résistance vaudoise, mort en 1545 à Avignon.
- Charles-Joseph Carmejane, baron de Pierredon (1772 - Ménerbes ✝ 1830 - Avignon), militaire français des XVIIIe et XIXe siècles.
- Louis Benoît Robert (1772-1831), général des armées de la République et de l'Empire, y est né et décédé.
- Clovis Hugues (1851-1907), poète et homme politique.
- Pablo Picasso (1881-1973), peintre, dessinateur et sculpteur espagnol. Il achète une maison pour Dora Maar en 1944.
- Georges de Pogédaïeff (1894-1971), peintre, scénographe, illustrateur français d'origine russe. Chevalier de la Légion d'honneur (1954). Une plaque commémorative est installée en 2015 sur la façade de sa maison à Ménérbes.
- René Bride (1906-1998), y repose dans la crypte de l'abbaye Saint-Hilaire de Ménerbes.
- Dora Maar (1907-1997), photographe et peintre française. Elle est plus connue comme la maîtresse et la « muse » de Picasso qui lui offrit une maison à Ménerbes (rue du Portail-Neuf) comme cadeau de rupture.
- Nicolas de Staël (1914-1955), peintre français d'origine russe. Il choisit de s'installer au Castelet en octobre 1953. Inspiré par les paysages du Midi, il a représenté le village sur une toile intitulée simplement Ménerbes (1953).
- Münevver Andaç (1917-1998), traductrice franco-turque, y est morte.
- Raymond Mason (1922-2010), sculpteur et dessinateur anglais, a acheté une maison en 1956.
- Joe Downing (1925-2007), peintre franco-américain.
- François Nourissier (1927-2011), écrivain.
- Peter Mayle (1939-2018), écrivain anglais, a eu une maison (immortalisée dans son livre Une année en Provence).
- Yves Rousset-Rouard (1940- ), ancien maire du village et ancien député, est aussi producteur de cinéma (Emmanuelle, Les Bronzés, etc.).
- Thierry Ardisson (1949-2025), animateur et producteur de télévision français inhumé le 19 juillet 2025 au cimetière de Ménerbes[43].
- Jean-François Ganas (1955- ), peintre réaliste, son atelier était situé rue Kléber Guendon ; on peut voir certaines peintures réalisées pour la mairie de Ménerbes dans la salle des mariages.
- Jedd Novatt (en) (1958- ), sculpteur américain. Il découvre Lacoste en 1979 grâce à Bernard Pfriem. Résidant et travaillant à côté, à Ménerbes, Jedd Novatt inaugure en 2022 à Lacoste son œuvre Chaos Metagalaxia[44].

### Cinématographie
Plusieurs films ont été tournés à Ménerbes, notamment Swimming Pool de François Ozon et Les Mouettes de Jean Chapot. 
La série Et la montagne refleurira d'Éléonore Faucher y a été tournée en 2021. 

### Héraldique
| Blason de Ménerbes | Les armes peuvent se blasonner ainsi : D'azur aux lettres gothiques M et B accolées, accompagnées en chef d'un croissant montant et d'un autre renversé en pointe, surmonté de deux clefs posées en fasce, le tout d'or. |